# Schau nie nach unten! Die Angst am Abgrund
Die Angst am Abgrund ist ein US-amerikanischer Fernseh-Horrorfilm von Regisseur Larry Shaw aus dem Jahr 1998, welcher von Wes Craven produziert wurde.

## Handlung
Seitdem Carla Engel (Megan Ward) bei einem tragischen Unfall mit ansehen musste, wie ihre jüngere Schwester aus großer Höhe in den Tod stürzte, leidet sie unter schrecklicher Höhenangst. Eine Angst, die sie in allen Dingen lähmt und verfolgt. Die Selbsthilfegruppe des erfahrenen Psychologen Dr. Sadowski ist ihre einzige Chance, in ein normales Leben zurückzukehren. Doch obwohl eine Schock-Konfrontationstherapie erste Erfolge zeigt, häufen sich plötzlich rätselhafte, höhenbedingte Todesfälle in der Gruppe. Carla erkennt zu spät, welches grausame Spiel man mit ihr spielt...

## Kritiken
„Überkonstruierter (Fernseh-)Thriller aus der Gruselschmiede von Wes Craven, der eine Vielzahl von Spannungstopoi aneinanderreiht.“

„Der Film ist weder clever noch spannend. Da hilft es auch nichts, dass im Originaltitel mit Horrorspezialist Wes Craven geworben wird. Der ‚Scream‘-Regisseur war hier lediglich als Produzent beteiligt.“